# Sancho de Rojas
Sancho de Rojas[a](nascido no século XIV - falecido em 24 de outubro de 1422) foi um religioso e político espanhol, tendo servido como arcebispo de Toledo e regente de Castela.

## Biografia
Filho de Juan Martínez de Rojas e María de Rojas, Sancho estudou Cânones em Salamanca e Toulouse, com apenas dezenove anos, já era cônego nas catedrais de Salamanca e Burgos, sendo referendado pelo Rei perante o Papa, em 1388, para que recebesse alguma dignidade eclesiástica e fosse isento da idade. Também foi protegido pelo condestável Ruy López Dávalos, que também lhe solicitou benefícios eclesiásticos em 1403.
Em 1397, obteve a mitra de Palência, que parece já ter ocupado em 1399, da qual foi isento, no pedido de João “pro defectu”, servindo a monarquia como embaixador em Portugal.
No início da menoridade de João II desempenhou um certo protagonismo, discursando nas Cortes de 1407, em Segóvia, em nome do clero, onde apresentou uma defesa aberta das intenções bélicas do Infante Fernando. Participou na campanha contra Setenil, como membro da audiência e do Conselho Real. Sempre presente na corte ao lado do infante, participou em importantes acontecimentos políticos, como as Cortes de 1408. Participou também, juntamente com o infante D. Fernando, na campanha que, em 1410, culminou com a conquista de Antequera. Em reconhecimento à sua participação neste feito de armas que o Infante Fernando, em nome do rei João II, concedeu-lhe a dignidade de Conde de Pernía, que estava ligada aos titulares da mitra de Palência.
Ainda realizou iniciativas importantes para o governo e melhoria da sua sé episcopal. Convocou vários sínodos, mas dedicou-se de forma limitada ao governo da diocese, em consequência da sua atividade política cada vez mais intensa, que o levou frequentemente a residir na Corte real.
Quando da disputa pela sucessão ao Trono de Aragão, D. Sancho chefiou a embaixada às cortes aragonesas para reivindicar os direitos de D. Fernando à Coroa. O sucesso desta atividade consolidou sua ascensão política, gozando especialmente da confiança do já rei Fernando I de Aragão, que inclusive o nomeou seu testamentário em nome dos infantes.
Antes disso, o rei conseguiu sua nomeação em 26 de junho de 1415 para a sé de Toledo. Nessa altura, já desempenhava as funções de autêntico regente de Castela, como representante do infante em Castela e perante a rainha Catarina. Com a morte de Fernando I, em consequência dos seus acordos com a rainha e a nobreza, o rei permaneceu sob a sua custódia pessoal, o que fez com que entre 1416 e 1419 todos os assuntos mais relevantes do governo passou por suas mãos, controlando totalmente o Conselho Real. Isto tornou-se especialmente visível com a morte da Rainha Catarina quando, de facto, D. Sancho atuou como regente, o que gerou uma certa animosidade entre alguns dos membros mais proeminentes da nobreza, embora este papel político não tenha diminuído até praticamente o momento de sua morte, quando seu lugar foi ocupado por Álvaro de Luna.
Com a saúde bastante debilitada nos últimos anos, mudou-se para o Palácio Arquiepiscopal de Alcalá de Henares, onde faleceu. Mandou construir a Capela de San Pedro, para seu sepultamento na catedral de Toledo, para onde seus restos mortais seriam transferidos.